# ジョン・サイズ

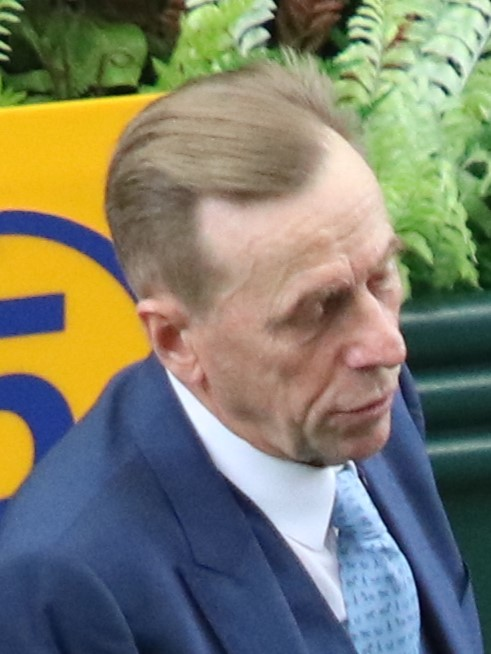
2023年3月19日

ジョン・サイズ（John Size、1954年7月10日 - ）は香港ジョッキークラブに所属する調教師。オーストラリア出身。既婚者。

## 来歴
調教師免許取得前はオーストラリアのブックメーカーでデータ分析を行うアナリストとして活動し、調教師免許取得後はロイヤルランドウィック競馬場を拠点として活動した。
2001年 / 2002年シーズンより香港ジョッキークラブの調教師となり、このシーズンは58勝を挙げて香港リーディングトレーナーとなり、管理馬のエレクトロニックユニコーンが香港ジョッキークラブチャンピオン賞年度代表馬を受賞した。翌シーズンにはジョージ・ムーアが1984年 / 1985年シーズンに記録した64勝を19年ぶりに更新する67勝を挙げて2年連続で香港リーディングトレーナーとなり、獲得賞金部門においてもアイヴァン・アランが前シーズンに記録した7200万香港ドル（約11億5000万円）を更新する8100万香港ドル（約13億円）を獲得した。さらに管理馬のグランドディライトが香港短距離三冠制覇を達成し、管理馬が2年連続でジョッキークラブチャンピオン賞年度代表馬を受賞した。
2007年 / 2008年シーズン中の2008年には初めて日本に遠征し、管理馬の中央競馬初出走となった6月8日の安田記念では、アルマダが5番人気で2着となった。

## 表彰
- 香港リーディングトレーナー（4回）
  - 2001年 / 2002年（58勝）、2002年 / 2003年、2003年 / 2004年、2005年 / 2006年

## 主な管理馬
- Electronic Unicorn / エレクトロニックユニコーン（2001年スチュワーズカップ）
- Grand Delight / グランドディライト（2003年香港短距離三冠）
- River Dancer / リヴァーダンサー（2004年クイーンエリザベス2世カップ）
- Armada / アルマダ（2007年スチュワーズカップ）
- Sight Winner / サイトウィナー（2009年チャンピオンズマイル）
- Fay Fay / フェイフェイ（2012年香港ダービー）

## 人物・エピソード
- 管理馬には自ら騎乗して調教を行うことがある。
- 元アナリストだったためデータ分析を得意とし、活用している。
- 香港では、1シーズン目からリーディングトレーナーに輝き、香港を代表する調教師の1人に挙げられている。